# 샌앤드레이어스 단층

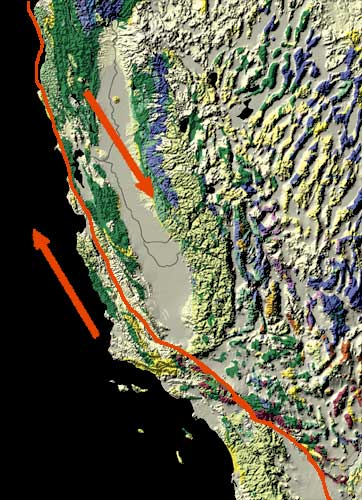
샌앤드레이어스 단층의 위치와 지괴의 움직임

샌앤드레이어스 단층(San Andreas 斷層)은 미국 캘리포니아주에 있는 변환 단층으로, 길이는 1300km에 이른다. 지괴의 움직임은 우수향이며, 태평양 판과 북아메리카 판의 경계를 이루고 있다.

## 개요
캘리포니아에 지진이 많은 것은 서부 개척 시대부터 알려져 있었다. 1895년, 캘리포니아 대학교 버클리의 지질학자 앤드루 로슨은 북캘리포니아 지역에서 단층의 존재를 발견하고, 샌프란시스코 인근의 샌앤드레이어스 호수의 이름을 따서 ‘샌앤드레이어스’라는 이름을 붙였다. 1906년, 샌프란시스코 대지진 이후, 로슨은 이 단층이 남부 캘리포니아 지역까지 뻗어져 있다는 것을 알아냈다. 여러 개의 단층군으로부터 되어 있으며 그에 따라 샌앤드레이어스 단층계라고도 한다. 판구조 이론 연구가 진보하면서 태평양 판과 북아메리카 판의 경계가 되는 변환 단층이라는 것이 밝혀졌다.
이 단층의 활동에 의해 주변은 지진이 자주 발생하는 지역이다. 1906년에는 샌프란시스코 지진이 발생하여 3,000명이 사망했다. 게다가 캘리포니아 소재 스크립스대학의 해양연구소는 가까운 미래에 캘리포니아주 남부에서 대지진이 발생할 가능성도 지적하고 있다.
중생대 쥐라기 이래로 산안드레아스 단층에서 발생한 지괴(地塊)의 변위는 지금까지 560km 정도이며, 연평균 변위량은 0.5cm에 이른다. 지괴의 변위는 연대가 오래된 지층일수록 커서 백악기층은 약 510km, 신생대 제3기 팔레오세층은 약 360km, 제4기 플라이스토세층은 약 16km 어긋나 있음을 알 수 있다.

## 지질 구조

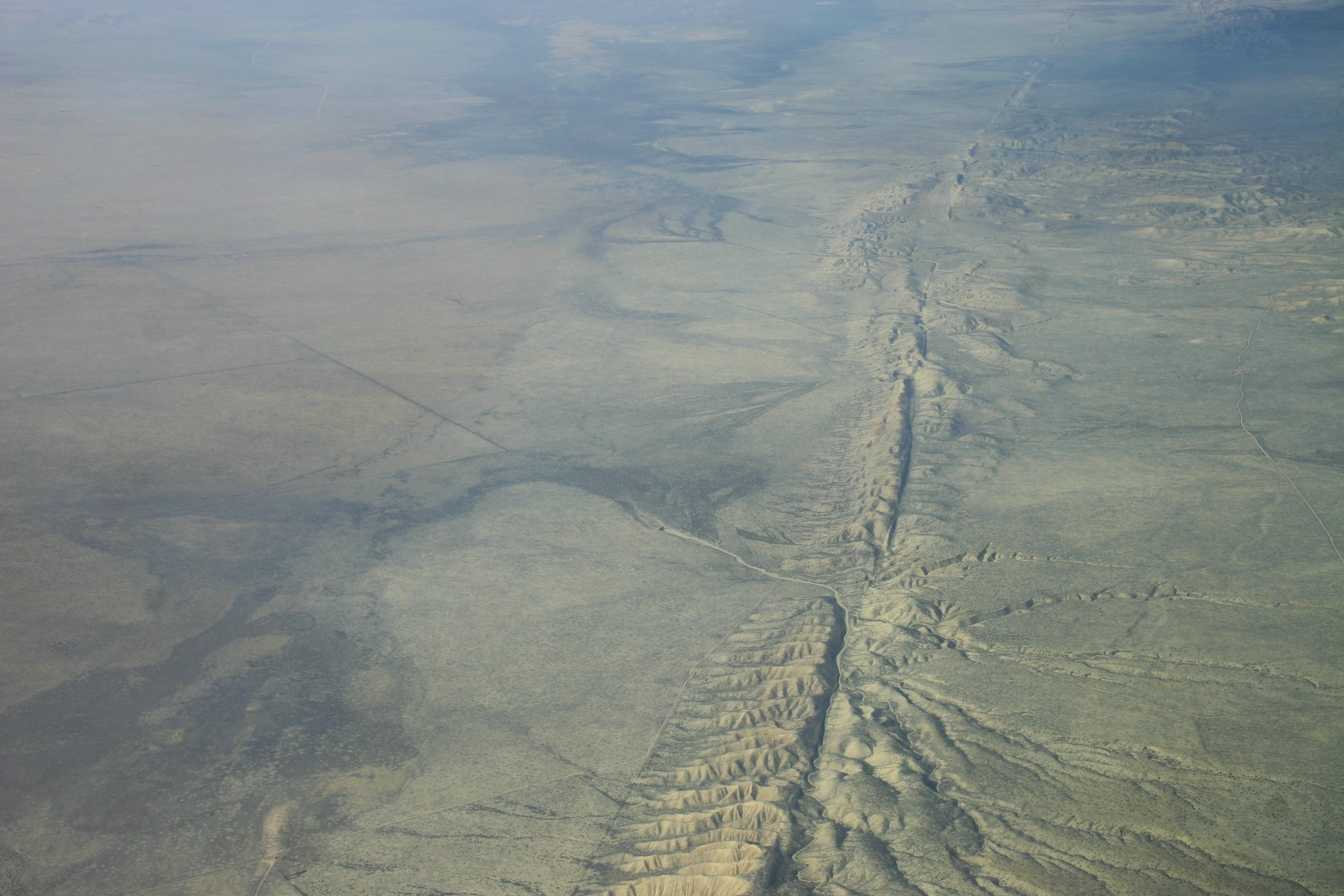
캐리조 평원 상공에서 찍은 샌앤드레이어스 단층의 항공 사진

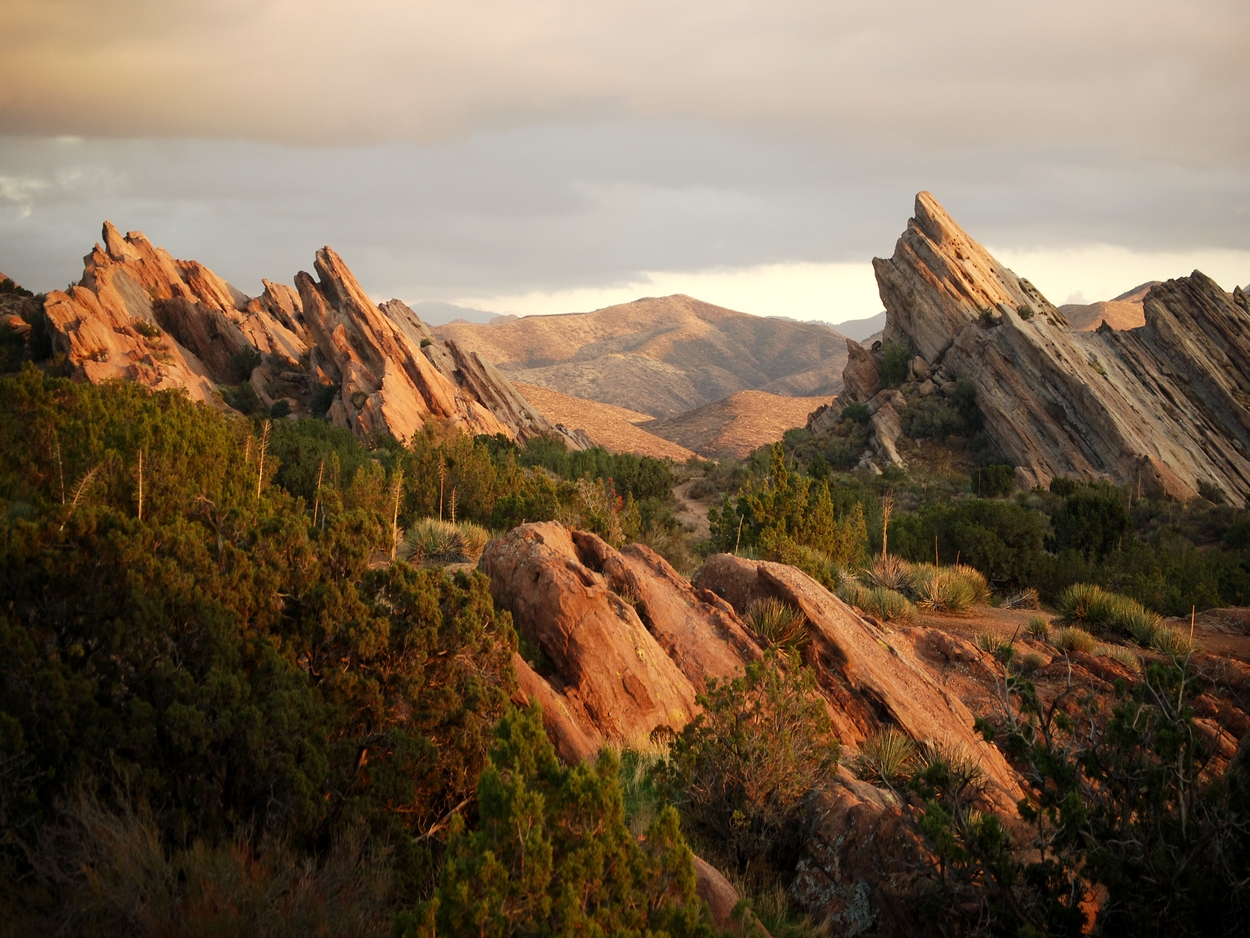
아구아 둘체에 있는 바스케즈 락스 공원은 샌앤드리어 단층대의 증거이며, 2,650마일의 퍼시픽 크레스트 가도의 일부이다

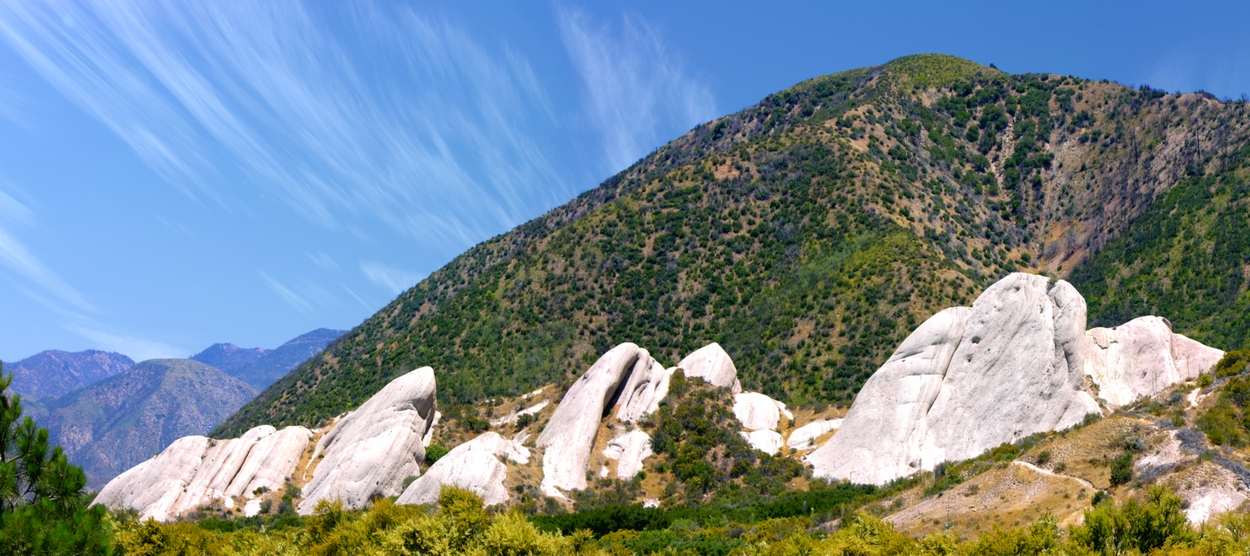
캐존 패스에 있는 몰몬 락스는 샌앤드레이어스 단층대의 물리적 운동을 보여준다

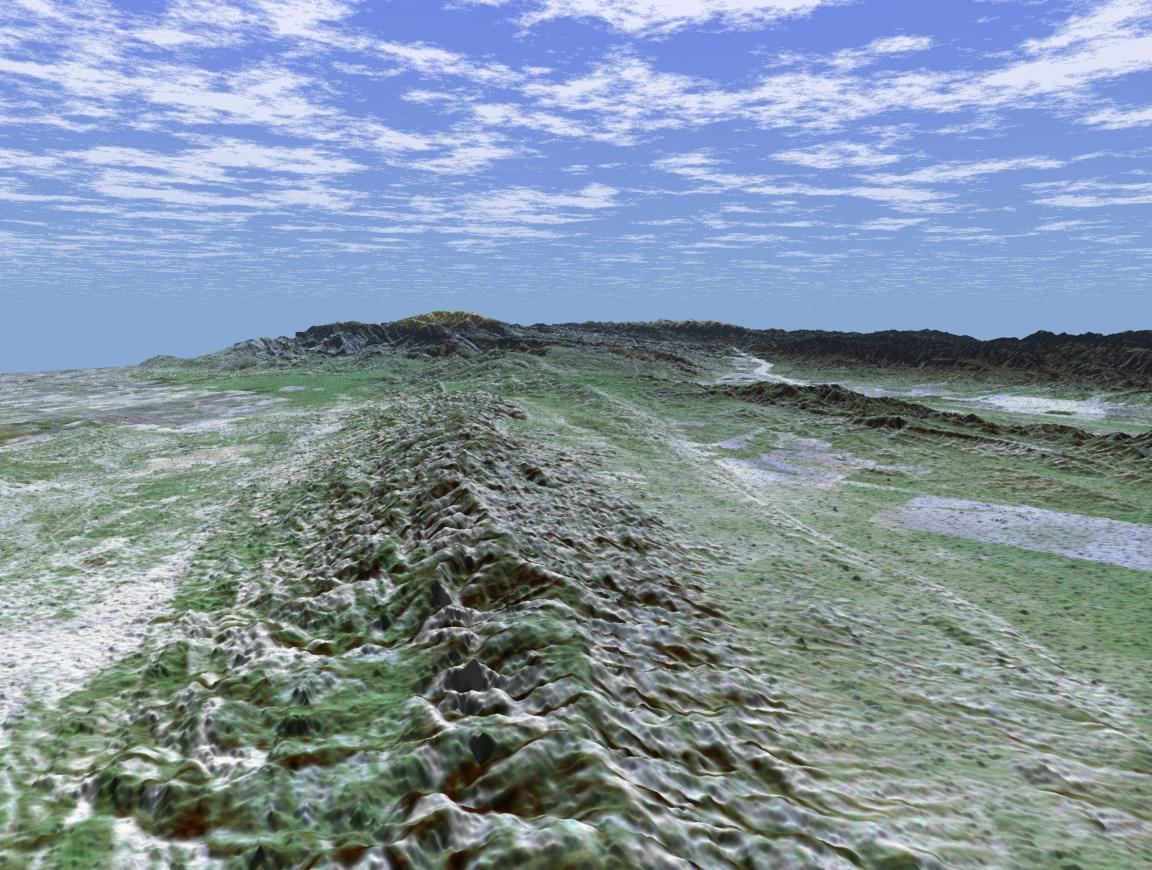
샌앤드레이어스 단층대의 3D 조감도

샌앤드레이어스 단층은 구조상 남부, 중부, 북부 세 개의 세그먼트(segment, 분절)로 구분할 수 있다.

### 북부
북부 세그먼트는 홀리스터에서 샌프란시스코반도를 지나 잠시 해상에 나와 해안을 통해서 멘도시노 곶 근처까지 이른다. 멘도시노 곶 지역은 3개의 플레이트가 서로 부딪히는 지질학적으로 불안정한 지점이 되고 있다. 여기에서 북쪽으로는 후안데푸카 판은 북아메리카 판에 기어드는 계단식 섭입대다. 서쪽 방향은 후안데푸카 판과 태평양 판의 경계를 이루는 사이드 슬립 단층인 멘도시노 단층대가 된다. 샌프란시스코 동쪽으로는 샌앤드레이어스 단층과 평행하고 동일한 플레이트 운동에 의해 생성되는 헤이워드 단층대 등의 단층이 존재하고 있다.
샌앤드레이어스 단층의 이동 속도에 대해서는 여러 설이 있지만, 태평양 판과 북아메리카 판의 상대 운동은 연간 35mm 보여지고 있다. 또한 단층의 양쪽에 위치한 로스앤젤레스와 샌프란시스코는 서로 연간 6mm 속도로 다가 오고 있다.

### 중부
파크 필드에서 홀리스터로 북서 방향으로 향하고 있다. 파크 필드에서 주기적으로 대규모 지진이 관측되고 있다. 홀리스터 단층은 항상 어긋나 계속 클리프 단층으로 되어 있으며, 거대 지진은 일어나지 않지만, 천천히 도로와 가옥을 변형시키는 모습이 관찰된다.

### 남부
남부 세그먼트(모하비 세그먼트라고도 함)는 캘리포니아 봄베이 비치(Bombay Beach) 근처에서 시작한다. 솔턴호 근처의 박스 캐년(Box Canyon)에서 북쪽으로 시작하여 샌버너디노 산맥 앞에서 서쪽으로 돌아 남쪽 기슭을 따라 진행되며, 카혼 패스를 횡단하여 샌개브리얼 산맥의 불쪽 저변으로 진행한다. 이 영역에서는 단층의 주향 및 플레이트 운동의 방향이 20도 어긋나 있기 때문에 법선 방향으로 응력 성분이 발생 스러스트 단층(역단층)이 생겨 트랜스버스 산맥을 형성하고 있다. 팜 데일의 노출은 단층 활동에 의해 노출된 지각 심부 지층이 보인다. 또한 단층은 프레이저 파크(Frazier Park)를 건너 북쪽으로 크게 구부러 진다. 이 영역은 빅 벤드로 불린다. 여기에서 단층은 카리조 평원을 횡단한다. 이 평원은 수목이 적은 건조 지대이기 때문에 상공에서 단층의 모양을 자세히 관찰할 수 있다.

## 형성 과정

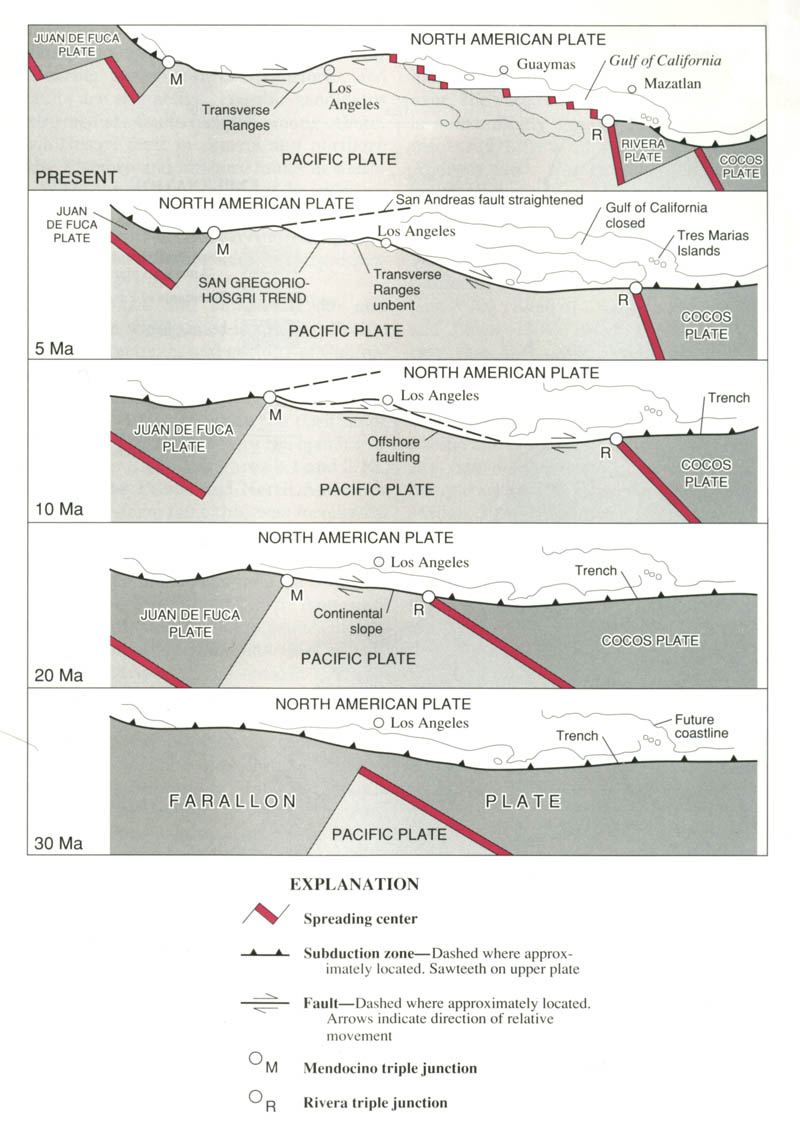
샌앤드레이어스 단층의 판구조 진화

오늘날 유력한 애트워터(Atwater, 1970)의 이론에 따르면, 샌앤드레이어스는 약 300만 년 전인 신생대 중반에 형성되기 시작하였다. 이때에 태평양 판과 패럴론 판 사이의 해저 중심지(현재는 대부분 침강되고, 후안데푸카 판, 리베라 판, 코코스 판, 나스카 판을 포함한 흔적들만 남은)가 북미 서부 해안에서 떨어진 섭입대에 도달하기 시작한다. 태평양 판과 북미 판 사이의 상대적인 움직임이 팰러론 판과 북미 판의 상대적인 움직임과 달라지게 되어서, 확장되는 돌출부가 새로운 상대적 움직임과 판 경계를 따라 새로운 유형의 변형이 시작되면서 침강되기 시작한다. 이러한 지리학적 특성이 샌앤드레이어스 단층을 따라서 주로 관측된다. 이것은 또한 분지 산맥 지역(Basin and Range)과 바자 캘리포니아(Baja California)의 분리, 그리고 트랜스버스 산맥의 회전과 같은 변형에 설명 가능한 원인으로 꼽히고 있다.

## 연구 현황

### 파크필드에서 지진 관측
샌앤드레이어스 단층에 위치한 캘리포니아 파크필드에서 진도 6급 지진이 거의 22년 주기 (1857년, 1881년, 1901년, 1922년, 1934년, 1966년)로 발생했다. 주기적으로 발생하는 지진으로 인해 파크필드에는 다수의 관측 기기가 설치되었고, 세계에서 가장 조밀하게 지진을 관측 할 수 있는 중요한 지역이 되었다. 다음 지진은 1988 ± 7년(1993년)에 일어날 것으로 예측되고 있었지만, 예상보다 간격이 벌어졌고 실제로 일어난 것은 2004년이었다(파크필드 지진). 간격이 벌어진 것은 왜곡이 더 축적되어 있다고 생각할 수 있었지만, 발생한 지진의 강도는 당초 예상보다 강하지 못했다. 이 점에 관해서 과거의 데이터를 다시 검토하다가 주변의 다른 단층에서 발생한 지진도 데이터에 포함했을 가능성도 있다는 지적을 했다.

### 시추 탐사
2004년부터 파크필드 북부에서 ‘샌앤드레이어스 단층 시추 계획’(San Andreas Fault Observatory at Depth, SAFOD)이 시작되었다. 이것은 샌앤드레이어스 단층의 지하를 3,000m 뚫고 관측 장비를 설치하여 지진이 발생하는 지역의 상황을 직접 관측하려는 프로젝트이다. 시험 구멍과 본 구멍의 주요 부분 시추가 완료되었다.

### 대지진 재발
2006년 6월 22일 자 ‘네이처’(Nature)지와 6월 23일 자 ‘사이언스’(Science)지에서 샌앤드레이어스 단층 계 남부에서 진도 7 이상의 지진을 일으킬 수 있는 왜곡(stress level)이 축적되어 있을 가능성이 높다는 연구 결과가 나왔다. ‘네이처’에 따르면 왜곡은 규모 7.0 이상의 큰 지진을 일으키는 수준까지 축적되어 있다. 샌앤드레이어스 단층의 북부 세그먼트는 1906년 샌프란시스코 지진에서 중부 세그먼트는 1857년 포트테혼 지진으로 왜곡이 해소되었지만 남부 세그먼트에서 적어도 지난 300년 동안 파괴가 발생하지 않았다. 지진의 위험은 지금까지 연구자가 생각했던 것보다 훨씬 높아지고 있다. 만약 남부 부문에서 대규모 지진이 발생하면 팜스프링스와 샌버너디노 군, 리버사이드 군, 임페리얼 군 등에서 큰 피해가 예상되며, 로스앤젤레스와 샌디에고 등 인구 밀집 지역에 큰 피해가 발생할 것으로 가정하고 있다.

## 지진 기록
캘리포니아에서 지진 활동 기록이 시작된 것은 서부 개척이 시작되고 나서의 일이고, 오래된 시대적 기록은 남아 있지 않다. 샌앤드레이어스 단층이 관계된 큰 지진으로 기록이 남아있는 것으로는 다음과 같은 것들이 있다.

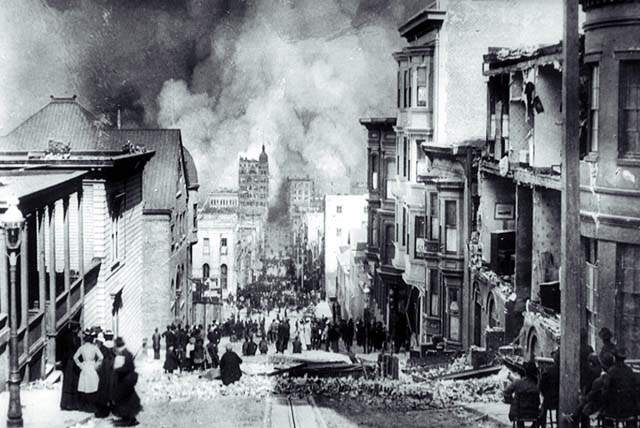
1906년 샌프란시스코 대지진

- 1857년 1월 9일 - 포트테혼 지진. 모멘트 규모는 추정 7.9. 진원은 파크필드 남쪽이라고 추측된다. 샌앤드레이어스 단층의 중부 세그먼트에서 남부에 걸쳐 350km에 걸쳐 파괴되었다. 당시 캘리포니아는 인구도 희박하고, 2명의 사망자가 나온 데 그쳤다.
- 1906년 4월 18일 - 샌프란시스코 지진 규모 7.8. 샌앤드레이어스 단층의 북부 세그먼트에서 430km에 걸쳐 파괴가 발생했다. 지진과 그 뒤를 이었던 화재로 당시 신흥 도시였던 샌프란시스코는 괴멸 상태가 되었고, 3,000명이 사망하고 22만명이 집을 잃었다.
- 1989년 10월 18일 - 로마프리타 지진. 규모 6.9. 산타크루즈 주변에서 40km에 걸쳐 파괴가 발생했다. 샌프란시스코에서 사망자 63명에 달하는 큰 피해가 나왔다.
- 1994년 1월 17일 - 노스리지 지진 규모 6.7. 이 지진은 판 내부의 활단층이 움직인 것으로 샌앤드레이어스 단층은 직접 진원은 아니지만 위의 이 지역의 지각 변동에 기인한 것이다. 로스앤젤레스를 중심으로 고속도로가 붕괴되는 등 사망자 60명에 이르는 큰 피해가 났다.
- 2004년 9월 28일 - 파크필드 지진 규모 6.0

## 문학
샌앤드레이어스 단층은 종종 대중문화에서도 소재로 등장한다.

### 영화
- 슈퍼맨 (1978년)

1978년 미국 영화 ‘슈퍼맨’에서는 악역 렉스 루터가 ‘샌앤드레이어스 단층’에 핵미사일을 발사해 거대한 지진을 발생시켜 단층에서 바다 쪽의 땅을 수몰시키고, 내륙 쪽으로 사재기해 두었던 땅을 비치 사이드의 고급 주택가로 만들어 재미를 보는 장면이 묘사된다.
- 샌 안드레아스 (2015년)

2015년 6월에 개봉된 브래드 페이튼 감독의 영화 샌 안드레아스는, 샌앤드레이어스 단층이 마침내 끊어져 규모 9의 강진이 발생하는 상황을 그린 영화이다. 구조헬기 조종사 레이(드웨인 존슨)는 사이가 멀어진 아내(칼라 구기노)와 함께 외동딸 블레이크(알렉산드라 다다리오)를 구하기 위해 최악의 상황 속으로 뛰어든다는 내용의 영화이다.

### 소설
- 샌 안드레아스 (1984년)

1984년 스코틀랜드 작가 앨리스터 매클레인(w:Alistair MacLean)이 쓴 소설이다.
그 밖에도 같은 공상과학소설에서 샌앤드레이어스 단층의 활동에 의해 캘리포니아가 바다에 가라앉는 이야기가 자주 나오는데, 단층은 사이드 슬립 단층이어서, 좌우로 움직이기 때문에 불가능한 설정이다.

### 게임
- 그랜드 테프트 오토(Grand Theft Auto, 약칭 GTA)

GTA 시리즈의 작품 그랜드 테프트 오토: 산 안드레아스는 샌앤드레이어스 주라는 지역이 무대가 되고 있다.

## 같이 보기
- 샌프란시스코 지진
- 캘러베러스 단층
- 캘리포니아 센트럴 밸리